# Совет министров СССР на 31 марта 1958 года
31 марта 1958 года Верховный Совет СССР образовал Правительство СССР — Совет Министров СССР в следующем составе:
- Председатель Совета Министров СССР — Хрущёв Никита Сергеевич
- Первый заместитель Председателя Совета Министров СССР — Козлов Фрол Романович
- Первый заместитель Председателя Совета Министров СССР — Микоян Анастас Иванович
- Заместитель Председателя Совета Министров СССР — Косыгин Алексей Николаевич
- Заместитель Председателя Совета Министров СССР — Засядько Александр Фёдорович
- Заместитель Председателя Совета Министров СССР, Председатель Госплана СССР — Кузьмин Иосиф Иосифович
- Заместитель Председателя Совета Министров СССР — Устинов Дмитрий Фёдорович
- Министр внешней торговли СССР — Кабанов Иван Григорьевич
- Министр внутренних дел СССР — Дудоров Николай Павлович
- Министр высшего образования СССР — Елютин Вячеслав Петрович
- Министр геологии и охраны недр СССР — Антропов Пётр Яковлевич
- Министр здравоохранения СССР — Ковригина Мария Дмитриевна
- Министр иностранных дел СССР — Громыко Андрей Андреевич
- Министр культуры СССР — Михайлов Николай Александрович
- Министр морского флота СССР — Бакаев Виктор Георгиевич
- Министр обороны СССР — Малиновский Родион Яковлевич
- Министр путей сообщения СССР — Бещев Борис Павлович
- Министр связи СССР — Псурцев Николай Демьянович
- Министр сельского хозяйства СССР — Мацкевич Владимир Владимирович
- Министр среднего машиностроения СССР — Славский Ефим Павлович
- Министр торговли СССР — Павлов Дмитрий Васильевич
- Министр транспортного строительства СССР — Кожевников Евгений Фёдорович
- Министр финансов СССР — Зверев Арсений Григорьевич
- Министр химической промышленности СССР — Тихомиров Сергей Михайлович
- Министр хлебопродуктов СССР — Корниец Леонид Романович
- Министр электростанций СССР — Павленко Алексей Сергеевич
- Первый заместитель Председателя Госплана СССР — Министр СССР — Перов Георгий Васильевич
- Заместитель Председателя Госплана СССР — Министр СССР — Зотов Василий Петрович
- Заместитель Председателя Госплана СССР — Министр СССР — Строкин Николай Иванович
- Заместитель Председателя Госплана СССР — Министр СССР — Хруничев Михаил Васильевич
- Начальник Отдела Госплана СССР — Министр СССР — Хламов Григорий Сергеевич
- Начальник Отдела Госплана СССР — Министр СССР — Ишков Александр Акимович
- Начальник Отдела Госплана СССР — Министр СССР — Новосёлов Ефим Степанович
- Председатель Комиссии советского контроля Совета Министров СССР — Енютин Георгий Васильевич
- Председатель Государственного комитета Совета Министров СССР по вопросам труда и заработной платы — Волков Александр Петрович
- Председатель Государственного научно-технического комитета Совета Министров СССР — Максарев Юрий Евгеньевич
- Председатель Государственного комитета Совета Министров СССР по авиационной технике — Министр СССР — Дементьев Пётр Васильевич
- Председатель Государственного комитета Совета Министров СССР по оборонной технике — Министр СССР — Руднев Константин Николаевич
- Председатель Государственного комитета Совета Министров СССР по радиоэлектронике — Министр СССР — Калмыков Валерий Дмитриевич
- Председатель Государственного комитета Совета Министров СССР по судостроению — Министр СССР — Бутома Борис Евстафьевич
- Председатель Государственного комитета Совета Министров СССР по делам строительства — Кучеренко Владимир Алексеевич
- Председатель Государственного комитета Совета Министров СССР по внешним экономическим связям — Скачков Семён Андреевич
- Председатель Комитета государственной безопасности при Совете Министров СССР — Серов Иван Александрович
- Председатель правления Государственного банка СССР — Булганин Николай Александрович
- Начальник Центрального статистического управления при Совете Министров СССР — Старовский Владимир Никонович

В соответствии со статьёй 70 Конституции СССР 1936 года в редакции 20 декабря 1957 года в состав Совета Министров СССР входили Председатели Советов Министров союзных республик по должности:
- Председатель Совета Министров РСФСР — Полянский Дмитрий Степанович
- Председатель Совета Министров Украинской ССР — Кальченко Никифор Тимофеевич
- Председатель Совета Министров Белорусской ССР — Авхимович Николай Ефремович
- Председатель Совета Министров Узбекской ССР — Мирза-Ахмедов Мансур Зияевич
- Председатель Совета Министров Казахской ССР — Кунаев Динмухамед Ахмедович
- Председатель Совета Министров Грузинской ССР — Джавахишвили Гиви Дмитриевич
- Председатель Совета Министров Азербайджанской ССР — Рагимов Садых Гаджияралиевич
- Председатель Совета Министров Литовской ССР — Шумаускас Мотеюс Юозович
- Председатель Совета Министров Молдавской ССР — Диордица Александр Филиппович
- Председатель Совета Министров Латвийской ССР — Лацис Вилис Тенисович
- Председатель Совета Министров Киргизской ССР — Дикамбаев Казы Дикамбаевич
- Председатель Совета Министров Таджикской ССР — Додхудоев Назаршо
- Председатель Совета Министров Армянской ССР — Кочинян Антон Ервандович
- Председатель Совета Министров Туркменской ССР — Караев Джума Дурды
- Председатель Совета Министров Эстонской ССР — Мюрисепп Алексей Александрович